# René Valenzuela
Eduardo René Valenzuela Becker (* 20. April 1955 in Concepción) ist ein ehemaliger chilenischer Fußballspieler. Der Innenverteidiger gewann 1984 die chilenischer Meisterschaft 1984. Der 46-malige Nationalspieler nahm mit Chile an der Fußball-Weltmeisterschaft 1982 in Spanien teil.

## Vereinskarriere
René Valenzuela begann seine professionelle Karriere bei Deportes Concepción und wechselte über den CD O’Higgins 1980 zu Universidad Católica, für die er acht Jahre spielte. Mit dem Klub aus der Hauptstadt gewann der 1,80 m große Innenverteidiger 1983 die Copa Chile und die Copa República. Die chilenische Meisterschaft folgte 1984. 1987 spielte Valenzuela für Ángeles de Puebla in Mexiko, kam aber 1988 in die Hauptstadt Chiles zurück, wo er für Unión Española auflief. Beim Klub spanischer Einwanderer beendete Valenzuela 1990 seine Karriere.

## Nationalmannschaftskarriere
René Valenzuela gab sein Debüt für Chile unter Luis Santibáñez im Juli 1979 bei der 1:2-Niederlage im Freundschaftscup Copa Juan Pinto Durán 1979 gegen Uruguay. Er spielte bei der anschließenden Copa América 1979 eine tragende Rolle und absolvierte alle neun Partien Chiles. La Roja, wie die Nationalmannschaft Chiles auch genannt wird, konnte sich durch den Gruppensieg für das Halbfinale qualifizieren und dort Peru besiegen. Im Entscheidungsspiel des Finales gegen Paraguay fiel der Vergleich zugunsten der Paraguayer aus.
Valenzuela spielte die Qualifikation für die Weltmeisterschaft 1982 und wurde auch für das Endturnier in Spanien von Trainer Luis Santibáñez nominiert. In der Gruppenphase, in der Valenzuela alle drei Spiele absolvierte, kassierte Chile drei Niederlagen und schied somit als Letzter der Gruppe A aus. Bei der im darauffolgenden Jahr stattfindenden Copa América 1983 absolvierte Valenzuela alle vier Partien für Chile, allerdings kam das Team von Luis Ibarra nicht über die Gruppenphase hinaus. Sein letztes Länderspiel absolvierte Valenzuela im September 1988 beim 3:1-Freundschaftsspielerfolg gegen Ecuador.

## Erfolge
Universidad Católica
- Chilenischer Meister: 1984
- Chilenischer Pokalsieger: 1983

Unión Española
- Copa de Invierno: 1989

Chile
- Finalist der Copa América: 1979